# ФК «Десна» в сезоне 2017/2018
Сезон 2017/18 годов стал для футбольного клуба «Десна» 27-м в чемпионате Украины и 25-м в розыгрышах Кубка Украины. По результатам предыдущего сезона «Десна» выиграла серебряные медали Первой лиги и впервые в истории получила право выступать в Премьер-лиге, однако Федерация футбола Украины не допустила клуб к участию в высшем дивизионе.
В сезоне 2017/18 «Десна» заняла 3-е место и по итогам матчей плей-офф перешла в Премьер-лигу. В Кубке Украины команда повторила свой лучший результат в истории, достигнув 1/4 финала. Лучшим бомбардиром «Десны» в сезоне стал защитник Денис Фаворов, забивший 15 мячей во всех турнирах.

## Трансферы

### Пришли в клуб
| Дата                                    | Поз.         | Имя               | Из клуба                  | Примечание               | *             |
| --------------------------------------- | ------------ | ----------------- | ------------------------- | ------------------------ | ------------- |
| Летнее трансферное окно (2017 г.)       |              |                   |                           |                          |               |
| 12 июля 2017                            | полузащитник | Денис Скепский    | Черкасский Днепр          | контракт на 1 год        | [ 3 ]         |
| 13 июля 2017                            | защитник     | Вадим Жук         | Сумы                      |                          | [ 4 ]         |
| 7 августа 2017                          | нападающий   | Денис Безбородько | Шахтёр (Донецк)           | → аренда на 1 год        | [ 5 ] [ 6 ]   |
| 2 сентября 2017                         | защитник     | Темур Парцвания   | Олимпик (Донецк)          | контракт на 1 год        | [ 7 ]         |
| 5 октября 2017                          | полузащитник | Денис Олейник     | Дармштадт 98              | контракт до 2018 года    | [ 8 ]         |
| Зимнее трансферное окно (2017—2018 гг.) |              |                   |                           |                          |               |
| 18 января 2018                          | защитник     | Виталий Ермаков   | Авангард (Краматорск)     | контракт на 3 года       | [ 9 ]         |
| 20 января 2018                          | полузащитник | Владислав Огиря   | Иртыш (Павлодар)          | контракт на 2 года       | [ 10 ]        |
| 28 января 2018                          | полузащитник | Артём Фаворов     | Звезда (Кропивницкий)     | контракт на 3 года       | [ 11 ]        |
| 1 февраля 2018                          | вратарь      | Игорь Литовка     | посл.кл. Рига             | контракт до конца сезона | [ 12 ] [ 13 ] |
| 19 февраля 2018                         | защитник     | Андрей Слинкин    | Заря (Бельцы)             | контракт на 3 года       | [ 14 ]        |
| 2 марта 2018                            | полузащитник | Евгений Чумак     | посл.кл. Днепр (Могилёв)  | контракт до конца сезона | [ 15 ]        |
| 11 марта 2018                           | защитник     | Кирилл Сидоренко  | посл.кл. Гелиос (Харьков) |                          | [ 16 ]        |
| 11 марта 2018                           | защитник     | Гиорги Гадрани    | Динамо (Тбилиси)          | контракт на 1,5 года     | [ 16 ]        |

### Ушли из клуба
| Дата                                    | Поз.         | Имя                  | В клуб                | Примечание | *             |
| --------------------------------------- | ------------ | -------------------- | --------------------- | ---------- | ------------- |
| Летнее трансферное окно (2017 г.)       |              |                      |                       |            |               |
| 1 июля 2017                             | защитник     | Игорь Солдат         | Ингулец (Петрово)     |            | [ 17 ]        |
| 3 июля 2017                             | защитник     | Максим Максименко    | Колос (Ковалёвка)     |            | [ 18 ]        |
| 29 июля 2017                            | нападающий   | Владимир Лысенко     | Колос (Ковалёвка)     |            | [ 19 ]        |
| Зимнее трансферное окно (2017—2018 гг.) |              |                      |                       |            |               |
| 27 декабря 2017                         | полузащитник | Денис Олейник        | Гелиос (Харьков)      |            | [ 20 ]        |
| 27 декабря 2017                         | полузащитник | Денис Скепский       | Свободный агент       |            | [ 20 ]        |
| 12 января 2018                          | полузащитник | Евгений Чепурненко   | Гелиос (Харьков)      |            | [ 21 ]        |
| 14 января 2018                          | защитник     | Александр Черноморец | Волынь (Луцк)         |            | [ 22 ]        |
| 15 января 2018                          | защитник     | Вадим Жук            | Полтава               |            | [ 23 ] [ 24 ] |
| 27 января 2018                          | защитник     | Антон Братков        | Звезда (Кропивницкий) |            | [ 25 ]        |
| 2 февраля 2018                          | защитник     | Темур Парцвания      | Олимпик (Донецк)      |            | [ 26 ]        |

### Отправлены в аренду
| Начало аренды   | Окончание аренды | Поз.         | Имя            | В клуб                | *      |
| --------------- | ---------------- | ------------ | -------------- | --------------------- | ------ |
| 19 июля 2017    | 31 декабря 2017  | полузащитник | Вадим Бовтрук  | Оболонь-Бровар (Киев) | [ 27 ] |
| 25 февраля 2018 | 30 июня 2018     | нападающий   | Игорь Кириенко | Авангард (Краматорск) | [ 28 ] |
| 26 февраля 2018 | 30 июня 2018     | вратарь      | Олег Шевченко  | Полесье (Житомир)     | [ 29 ] |
| 26 февраля 2018 | 30 июня 2018     | полузащитник | Вадим Бовтрук  | Полесье (Житомир)     | [ 29 ] |
| 2 марта 2018    | 30 июня 2018     | нападающий   | Денис Галенков | Сумы                  | [ 30 ] |
| 2 марта 2018    | 30 июня 2018     | полузащитник | Илья Коваленко | Сумы                  | [ 31 ] |
| 12 марта 2018   | 30 июня 2018     | защитник     | Павел Щедраков | Полесье (Житомир)     | [ 32 ] |

## Товарищеские матчи

### Предсезонные матчи
| 27 июня 2017 г. / вторник | «Чернигов» | 1:5    | «Десна»                                                       | Украина, Чернигов       |
| 18:00                     | Мироненко  | отчёт. | Д. Фаворов · Коваленко · Кириенко · Лысенко · Сердюк — (авт.) | Стадион: Чернигов-Арена |

| 28 июня 2017 г. / среда | «Полесье» (Добрянка) | 0:9    | «Десна»                                                                        | Украина, Добрянка |
| 16:00 |                      | отчёт. | Лысенко · Филиппов · Черноморец · Чепурненко · Галенков · Банасевич · Кириенко | Стадион: Полесье  |
| Десна: 1 тайм: Махновский, Д. Фаворов, Мельник , Братков, Мостовой, Коберидзе, Картушов, Арвеладзе, Банасевич, Филиппов, Лысенко · 2 тайм: Мелашенко, Галенков, Головко, Максименко, Черноморец, Чепурненко, Коваленко, Бовтрук, Скепский, Волков 65' (Щедраков 65'), Кириенко |                      |        |                                                                                |                   |

| 29 июня 2017 г. / четверг | «Десна» | –:– | «Десна-2» (Чернигов) | Украина, Чернигов          |
| 18:00                     |         |     |                      | Стадион: им. Юрия Гагарина |

| 2 июля 2017 г. / воскресенье | «Оболонь-Бровар» (Киев)   | 2:2    | «Десна»                        | Украина, Буча                    |
| 18:00 | Слободян 69′ · Шевчук 80′ | отчёт. | Галенков 6′ · И. Коваленко 82′ | Стадион: УТБ ФК «Оболонь-Бровар» |
| Десна: 1 тайм: Шевченко, Галенков, Мельник , Головко, Черноморец, Коберидзе, Картушов, Арвеладзе, Бовтрук, Банасевич, Лысенко 2 тайм: Шевченко, Д. Фаворов, Щедраков, Братков, Мостовой, Чепурненко, Коваленко, Скепский, Волков, Филиппов, Кириенко |                           |        |                                |                                  |

| 4 июля 2017 г. / вторник | «Десна»                     | 4:1    | «Шахтёр U-21» (Донецк) | Украина |
|                          | Филиппов · Лысенко · Волков | отчёт. |                        |         |

| 4 июля 2017 г. / вторник | «Колос» (Ковалёвка)                                 | 4:0    | «Десна» | Украина, Малая Солтановка     |
| | Соломка 42′ 45′ · Мельник 60′ (авт.) · Яровенко 83′ | отчёт. |         | Стадион: Салтик Зрителей: 100 |
| Десна: Стартовый состав: Шевченко, Жук, Головко, Щедраков, Черноморец, Коберидзе, Галенков, Скепский, Бовтрук, Коваленко, Кириенко |                                                     |        |         |                               |

| 6 июля 2017 г. / четверг | «Десна»      | 1:0    | «Мариуполь» | Украина, Буча      |
| | Картушов 70′ | отчёт. |             | Стадион: Юбилейный |
| Десна: Стартовый состав: Махновский, Д. Фаворов, Мельник , Братков, Мостовой, Коберидзе, Картушов, Скепский, Чепурненко, Волков, Лысенко |              |        |             |                    |

| 7 июля 2017 г. / пятница | «Динамо U-21» (Киев) | 1:1    | «Десна» | Украина |
| 17:00                    | Смирный              | отчёт. |         |         |

### Мемориал Макарова
| 16 января 2018 г. / вторник 1-й тур | «Десна»                                                                       | 5:0    | «Сталь U-19» (Каменское) | Украина, Киев            |
| 13:00 | Коваленко 30′ · Безбородько 39′ · Коваленко 45′ · Галенков 57′ · Кириенко 88′ | отчёт. |                          | Стадион: УТБ ФК «Динамо» |
| Десна: Шевченко, Головко, Щедраков, Ермаков, Банасевич, Огиря, Картушов, Волков, Коваленко, Филиппов, Безбородько (Д. Фаворов, Мельник, Лухтанов, Братков, Мостовой, Бовтрук, Зеленевич, Медведь, Кириенко, Галенков, Пилипенко ) |                                                                               |        |                          |                          |

| 17 января 2018 г. / среда 2-й тур | «Десна»                                               | 6:0    | «Металлург» (Запорожье) | Украина, Киев            |
| | Кириенко · Безбородько · Головко · Волков · Пилипенко | отчёт. |                         | Стадион: УТБ ФК «Динамо» |
| Десна: Мелашенко, Д. Фаворов, Лухтанов, Ермаков, Мостовой, Медведь, Галенков, Бовтрук, Арвеладзе, Зеленевич, Кириенко (Шевченко, Мельник, Головко, Братков, Щедраков, Огиря, Картушов, Банасевич, Волков, Коваленко, Безбородько, Филиппов, Пилипенко ) |                                                       |        |                         |                          |

| 19 января 2018 г. / пятница 3-й тур                                                                                                | «Десна»                               | 2:1           | Студенческая сборная Украины | Украина, Киев            |
| | Д. Фаворов 51′ (пен.) · Пилипенко 77′ | отчёт. отчёт. | Ризнык 2′                    | Стадион: УТБ ФК «Динамо» |
| Десна: Стартовый состав: Шевченко, Банасевич, Лухтанов, Ермаков, Мостовой, Щедраков, Картушов, Медведь, Волков, Филиппов, Кириенко |                                       |               |                              |                          |

| 22 января 2018 г. / понедельник 4-й тур                                                                                           | «Колос» (Ковалёвка)   | 1:0    | «Десна» | Украина, Киев            |
| | Бондаренко 54′ (пен.) | отчёт. |         | Стадион: УТБ ФК «Динамо» |
| Десна: Стартовый состав: Мелашенко, Матеус, Мельник , Ермаков, Витиньо, Медведь, Галенков, Сантана, Зеленевич, Бовтрук, Пилипенко |                       |        |         |                          |

Итоговое расположение команд в группе «А»
| М | Команда                      | И | В | Н | П | Мячи   | ±   | О  |
| - | ---------------------------- | - | - | - | - | ------ | --- | -- |
| 1 | «Колос»                      | 4 | 3 | 1 | 0 | 11 − 1 | +10 | 10 |
| 2 | «Десна»                      | 4 | 3 | 0 | 1 | 13 − 2 | +11 | 9  |
| 3 | Студенческая сборная Украины | 4 | 2 | 0 | 2 | 6 − 6  | 0   | 6  |
| 4 | «Сталь U-19»                 | 4 | 1 | 1 | 2 | 7 − 8  | −1  | 4  |
| 5 | «Металлург»                  | 4 | 0 | 0 | 4 | 0 − 20 | −20 | 0  |

И — игры, В — выигрыши, Н — ничьи, П — проигрыши, Мячи — забитые и пропущенные голы, ± — разница голов, О — очки

| 24 января 2018 г. / среда 1/4 финала | «Десна»                                                                       | 6:0    | «Факел» (Гостомель) | Украина, Киев            |
| | Безбородько 31′ · Картушов 50′ · Огиря 60′ · Арвеладзе 69′ 82′ · Кириенко 86′ | отчёт. |                     | Стадион: УТБ ФК «Динамо» |
| Десна: Шевченко 46' (Мелашенко 46'), Галенков 46' (Банасевич 46' 68' (Бовтрук 68'), Мельник 46' (Головко 46'), Матеус 46' (Огиря 46'), Витиньо 46' (Арвеладзе 46'), Щедраков 46' (Ермаков 46'), Сантана 46' (Картушов 46'), Медведь 46' (Филиппов 46' 68' (Кириенко 68'), Зеленевич 46' (Волков 46'), Коваленко 46' (Мостовой 46'), Безбородько 46' (Пилипенко 46') |                                                                               |        |                     |                          |

| 26 января 2018 г. / пятница 1/2 финала                                                                                               | «Межигорье» (Новые Петровцы) | 1:4           | «Десна»                                                   | Украина, Киев            |
| | Трофименко 34′ (пен.)        | отчёт. отчёт. | Галенков 9′ · Бовтрук 32′ · Коваленко 59′ · Банасевич 79′ | Стадион: УТБ ФК «Динамо» |
| Десна: Стартовый состав: Мелашенко, Галенков, Головко, Лухтанов, Дедяев, Щедраков, Цибульник, Медведь, Зеленевич, Бовтрук, Пилипенко |                              |               |                                                           |                          |

| 28 января 2018 г. / воскресенье Финал | «Колос» (Ковалёвка)                     | 3:0    | «Десна» | Украина, Киев                                            |
| | Охрончук 44′ · Задоя 62′ · Милько 90+2′ | отчёт. |         | Стадион: УТБ ФК «Динамо» Судья: Сахно (Киевская область) |
| Десна: Махновский 46' (Шевченко 46'), Банасевич 58' (Кириенко 58'), Лухтанов 46' (Мельник 46'), Щедраков 46' (Головко 46'), Ермаков, Мостовой, Огиря, Цыбульник 58' (Медведь 58'), Волков 46' (Коваленко 46'), Бовтрук 46' (Картушов 46'), Безбородько 46' (Филиппов 46') · Остались в запасе: Мелашенко, Дедяєв, Зеленевич, Пилипенко |                                         |        |         |                                                          |

### Учебно-тренировочный сбор ФК «Десна» вТурции(3 — 25 февраля 2018 года)
| 7 февраля 2018 г. / среда | «Десна»                  | 2:1                                                                                          | «Кишварда» | Турция, Анталья |
|                           | Волков 28′ · Ермаков 67′ | отчёт. отчёт. Дата обращения: 8 февраля 2018. Архивировано из оригинала 9 февраля 2018 года. | Хорват 62′ |                 |

| 8 февраля 2018 г. / четверг | «Десна»  | 1:0    | «Дила» (Гори) | Турция |
|                             | Картушов | отчёт. |               |        |

| 10 февраля 2018 г. / суббота | «Десна» | 0:0    | «Верес» | Турция |
| 16:00 |         | отчёт. |         |        |
| Десна: Махновский, Д. Фаворов (Леандро ), Мельник (Головко ), Ермаков (Сидоренко ), Мостовой (Слинкин ), Огиря (Коберидзе ), Картушов (Банасевич ), А. Фаворов (Кириенко ), Арвеладзе (Щедраков ), Волков (Коваленко ), Филиппов (Безбородько ) |         |        |         |        |

| 13 февраля 2018 г. / вторник | «Десна»                   | 1:2                                                                                            | «Середь»                | Турция, Белек |
| | Слинкин 22′ · Безбородько | отчёт. отчёт. Дата обращения: 14 февраля 2018. Архивировано из оригинала 15 февраля 2018 года. | Вентура 65′ · Лаура 87′ |               |
| »: Стартовый состав: Литовка, Леандро, Щедраков , Головко, Слинкин, Коберидзе, Огиря, Коваленко, Мостовой, Кириенко, Безбородько |                           |                                                                                                |                         |               |

| 14 февраля 2018 г. / среда | «Десна» | 0:1    | «Днепр-1»    | Турция, Сиде            |
| 15:00 |         | отчёт. | Поплавка 25′ | Стадион: Эмирхан Спортс |
| Десна: Махновский, Леандро 57' (Слинкин 57'), Мельник 82' (Щедраков 82'), Ермаков, Мостовой, Коберидзе, Огиря 61' (Головко 61'), Картушов 82' (Коваленко 82'), Арвеладзе 75' (Безбородько 75'), Волков 46' (Банасевич 46'), Филиппов |         |        |              |                         |

| 20 февраля 2018 г. / вторник | «Десна» | 0:2    | «Роскилле» | Турция |
|                              |         | отчёт. |            |        |

| 21 февраля 2018 г. / среда | «Десна»                      | 2:0    | «Кайсар» (Кызылорда) | Турция |
| | Безбородько 13′ · Волков 89′ | отчёт. |                      |        |
| »: Стартовый состав: Махновский, Леандро, Мельник , Щедраков, Мостовой, Коберидзе, Банасевич, Медведь, Арвеладзе, Коваленко, Безбородько |                              |        |                      |        |

| 23 февраля 2018 г. / пятница | «Десна» | 0:3           | «Динамо» (Тбилиси)                                     | Турция, Белек |
| |         | отчёт. отчёт. | Марусич 5′ · Дарцимелия 20′ (пен.) · Гогоберишвили 72′ |               |
| »: Стартовый состав: Литовка, Банасевич, Гадрани, Ермаков, Мостовой, Коберидзе, Огиря, Арвеладзе, Картушов, Филиппов, Квернадзе |         |               |                                                        |               |

### Учебно-тренировочный сбор ФК «Десна» вТурции(с 2 марта 2018 года)
| 5 марта 2018 г. / понедельник | «Десна» | 1:2    | «Шериф»            | Турция, Белек |
| 16:00 | Волков  | отчёт. | Кристиано · Камара |               |
| »: Стартовый состав: Махновский, Д. Фаворов, Гадрани, Ермаков, Мостовой, Огиря, Картушов, А. Фаворов, Арвеладзе, Волков, Филиппов |         |        |                    |               |

| 6 марта 2018 г. / вторник | «Десна»                            | 3:1    | «Слуцк» | Турция |
| 16:30 | А. Фаворов · Сидоренко · Квернадзе | отчёт. | ?       |        |
| »: Стартовый состав: Литовка, Банасевич, Ермаков, Мельник , Сидоренко, Слинкин, Чумак, А. Фаворов, Квернадзе, Пилипенко, Безбородько |                                    |        |         |        |

| 9 марта 2018 г. / пятница | «Десна»                            | 3:2           | «Мариехамн»                      | Турция, Белек                   |
| 15:00 | Безбородько 6′ · Квернадзе 68′ 70′ | отчёт. отчёт. | Фернандес 65′ · Кангасколкка 88′ | Стадион: Papillon Sports Center |
| »: Стартовый состав: Махновский, Банасевич, Ермаков, Сидоренко, Гадрани, Слинкин, Чумак, А. Фаворов, Волков, Пилипенко, Безбородько |                                    |               |                                  |                                 |

| 13 марта 2018 г. / вторник                                                                                                   | «Десна»      | 1:1           | «Смолевичи» | Турция, Белек |
| 16:00 | Филиппов 22′ | отчёт. отчёт. | Жук 65′     |               |
| »: Стартовый состав: Махновский, Д. Фаворов, Ермаков, Гадрани, Слинкин, Огиря, Чумак, Мостовой, Волков, Безбородко, Филиппов |              |               |             |               |

## Первая лига

### Турнирная таблица
| Поз | Команда                          | И  | В  | Н  | П  | МЗ | МП | РМ  | О  | Квалификация или выбывание        |
| --- | -------------------------------- | -- | -- | -- | -- | -- | -- | --- | -- | --------------------------------- |
| 1   | «Арсенал» (Киев)                 | 34 | 23 | 6  | 5  | 59 | 23 | +36 | 75 | Выход в Премьер-лигу              |
| 2   | ФК «Полтава»                     | 34 | 23 | 3  | 8  | 56 | 26 | +30 | 72 | Расформирован по окончании сезона |
| 3   | «Десна» (Чернигов)               | 34 | 22 | 5  | 7  | 71 | 25 | +46 | 71 | Выход в Премьер-лигу              |
| 4   | «Ингулец» (Петрово)              | 34 | 21 | 6  | 7  | 46 | 20 | +26 | 69 |                                   |
| 5   | «Колос» (Ковалёвка)              | 34 | 19 | 4  | 11 | 39 | 30 | +9  | 61 |                                   |
| 6   | «Авангард» (Краматорск)          | 34 | 15 | 7  | 12 | 44 | 42 | +2  | 52 |                                   |
| 7   | «Рух» (Винники)                  | 34 | 14 | 9  | 11 | 36 | 30 | +6  | 51 |                                   |
| 8   | «Горняк-Спорт» (Горишние Плавни) | 34 | 16 | 2  | 16 | 30 | 40 | −10 | 50 |                                   |
| 9   | «Гелиос» (Харьков)               | 34 | 14 | 4  | 16 | 35 | 43 | −8  | 46 |                                   |
| 10  | МФК «Николаев»                   | 34 | 12 | 8  | 14 | 39 | 50 | −11 | 44 |                                   |
| 11  | ПФК «Сумы»                       | 34 | 12 | 6  | 16 | 27 | 37 | −10 | 42 |                                   |
| 12  | «Балканы» (Заря)                 | 34 | 9  | 13 | 12 | 30 | 35 | −5  | 40 |                                   |
| 13  | «Волынь» (Луцк)                  | 34 | 11 | 3  | 20 | 31 | 44 | −13 | 36 |                                   |
| 14  | «Оболонь-Бровар» (Киев)          | 34 | 9  | 8  | 17 | 24 | 37 | −13 | 35 |                                   |
| 15  | «Нефтяник-Укрнефть» (Ахтырка)    | 34 | 8  | 9  | 17 | 27 | 42 | −15 | 33 | Расформирован по окончании сезона |
| 16  | «Кремень» (Кременчуг)            | 34 | 9  | 5  | 20 | 25 | 54 | −29 | 32 | Вылет в Вторую лигу               |
| 17  | «Черкасский Днепр»               | 34 | 8  | 4  | 22 | 27 | 47 | −20 | 28 | Вылет в Вторую лигу               |
| 18  | «Жемчужина» (Одесса)             | 34 | 7  | 6  | 21 | 33 | 54 | −21 | 27 | Расформирован по окончании сезона |

### Матчи[34]

#### 1-й круг
| 15 июля 2017 г. / суббота 1-й тур | «Десна»                                                                    | 1:0 протокол. | «Волынь» (Луцк)                                               | Украина, Киев                                                 |
| 19:00 | Картушов 32′ · Мостовой 48' · Чепурненко 76' · Скепский 87' · Филиппов 90' |               | · Шаповал 27' · О. Марчук 34' · Тетеренко 60' · Марушка 90+3' | Стадион: Оболонь-Арена Зрителей: 450 Судья: Новохатний (Киев) |
| Десна: Махновский, Д. Фаворов, Мельник , Братков, Черноморец 46' (Скепский 46'), Коберидзе, Картушов, Чепурненко 88' (Щедраков 88'), Мостовой, Волков 80' (Коваленко 80'), Филиппов 90' (Галенков 90') · Остались в запасе: Шевченко, Головко, Лысенко |                                                                            |               |                                                               |                                                               |

| 22 июля 2017 г. / суббота 2-й тур | «Полтава»                                  | 2:1 протокол. | «Десна»                                                                                          | Украина, Полтава                                           |
| 18:00 | Дегтярёв 67′ · Крапивный 30' · Савин 90+2' |               | Д. Фаворов 64′ · Братков 79′ (авт.) · Коберидзе 38' · Волков 59' · Филиппов 88' · Щедраков 90+6' | Стадион: Локомотив Зрителей: 450 Судья: Деревинский (Киев) |
| Десна: Махновский, Д. Фаворов, Мельник , Братков, Мостовой, Коберидзе 84' (Щедраков 84'), Коваленко 75' (Банасевич 75'), Чепурненко 81' (Кириенко 81'), Волков 59' (Картушов 59'), Филиппов, Лысенко 59' (Скепский 59') · Остались в запасе: Шевченко, Жук |                                            |               |                                                                                                  |                                                            |

| 30 июля 2017 г. / воскресенье 3-й тур | «Десна»                                        | 3:0 протокол. | «Рух» (Винники)               | Украина, Киев                                                      |
| 19:00 | Д. Фаворов 15′ · Мостовой 27′ · Д. Фаворов 38′ |               | · Гурский 49' · Заставный 71' | Стадион: Оболонь-Арена Зрителей: 800 Судья: Козыряцкий (Запорожье) |
| Десна: Махновский, Д. Фаворов, Головко, Братков, Черноморец, Щедраков 80' (Мельник 80'), Картушов 86' (Банасевич 86'), Чепурненко 90+1' (Скепский 90+1'), Мостовой, Коваленко 90+1' (Жук 90+1'), Филиппов 89' (Кириенко 89') · Остались в запасе: Шевченко, Волков |                                                |               |                               |                                                                    |

| 5 августа 2017 г. / суббота 4-й тур | «Горняк-Спорт»                | 0:2 протокол. | «Десна»                                | Украина, Горишние Плавни                               |
| 17:00 | · Носарев 78' · Коваленко 90' |               | Филиппов 69′ (пен.) 83′ · Кириенко 60' | Стадион: Юность Зрителей: 500 Судья: Петренко (Одесса) |
| Десна: Махновский, Д. Фаворов, Головко, Братков, Черноморец, Коберидзе 79' (Мельник 79'), Картушов 84' (Банасевич 84'), Чепурненко 89' (Скепский 89'), Мостовой, Филиппов 90+2' (Галенков 90+2'), Кириенко 65' (Волков 65') · Остались в запасе: Шевченко, Щедраков |                               |               |                                        |                                                        |

| 9 августа 2017 г. / среда 5-й тур | «Десна»                                                                                      | 2:3 протокол. | «Колос» (Ковалёвка) | Украина, Чернигов                                                           |
| 19:00 | Чепурненко 11′ · Волков 13′ · Волков 7' 43' · Щедраков 54' · Чепурненко 75' · Махновский 78' |               | Задоя 49′ · Бондаренко 60′ · Задоя 75′ · Коропецкий 27' · Матвеев 34' · Максименко 54' · Сахневич 58' · Нехтий 65' · Задоя 85' | Стадион: им. Юрия Гагарина Зрителей: 3 000 Судья: Иванов (Донецкая область) |
| Десна: Махновский, Д. Фаворов, Головко 75' (Коберидзе 75'), Братков, Черноморец 80' (Коваленко 80'), Щедраков 67' (Мельник 67'), Картушов, Чепурненко 75' (Скепский 75'), Мостовой, Волков, Филиппов 67' (Безбородько 67') · Остались в запасе: Шевченко, Жук |                                                                                              |               | |                                                                             |

| 13 августа 2017 г. / воскресенье 6-й тур | «Десна»                                                        | 2:0 протокол. | «Балканы» (Заря)              | Украина, Чернигов                                                   |
| 19:00 | Арвеладзе 10′ · Безбородько 49′ · Коберидзе 53' · Мостовой 82' |               | · Саламаха 79' · Любчак 90+2' | Стадион: им. Юрия Гагарина Зрителей: 2 402 Судья: Новохатний (Киев) |
| Десна: Махновский, Д. Фаворов, Мельник , Братков 79' (Щедраков 79'), Черноморец, Коберидзе, Картушов 75' (Галенков 75'), Скепский 46' (Чепурненко 46'), Арвеладзе 60' (Мостовой 60'), Коваленко, Безбородько 68' (Кириенко 68') · Остались в запасе: Шевченко, Жук |                                                                |               |                               |                                                                     |

| 19 августа 2017 г. / суббота 7-й тур | «Авангард» (Краматорск)                      | 0:0 протокол. | «Десна»                                           | Украина, Краматорск                                    |
| 17:00 | · Ульянов 21' · Шаврин 70' · Евдокимов 90+4' |               | · Арвеладзе 42' · Мостовой 74' · Д. Фаворов 90+1' | Стадион: Авангард Зрителей: 1 367 Судья: Павлюк (Киев) |
| Десна: Махновский, Д. Фаворов, Мельник , Братков, Черноморец 79' (Скепский 79'), Коберидзе 83' (Щедраков 83'), Картушов, Арвеладзе 88' (Кириенко 88'), Мостовой, Волков 79' (Коваленко 79'), Безбородько 46' (Филиппов 46') · Остались в запасе: Шевченко, Жук |                                              |               |                                                   |                                                        |

| 26 августа 2017 г. / суббота 8-й тур | «Десна»                                          | 3:1 протокол. | «Жемчужина» (Одесса)                       | Украина, Чернигов                                                    |
| 18:00 | Чепурненко 3′ 33′ · Коваленко 49′ · Филиппов 58' |               | Поспелов 12′ · Поспелов 58' · Климаков 65' | Стадион: им. Юрия Гагарина Зрителей: 2 618 Судья: Деревинский (Киев) |
| Десна: Махновский, Д. Фаворов, Мельник , Братков, Мостовой 79' (Жук 79'), Коберидзе, Картушов 86' (Галенков 86'), Чепурненко 82' (Щедраков 82'), Арвеладзе 68' (Черноморец 68'), Коваленко 73' (Безбородько 73'), Филиппов · Остались в запасе: Шевченко, Волков |                                                  |               |                                            |                                                                      |

| 30 августа 2017 г. / среда 9-й тур | «Арсенал-Киев»                                                             | 1:0 протокол. | «Десна»                           | Украина, Счастливое                                          |
| 17:00 | Старгородский 26′ (пен.) · Старгородский 47' · Ситало 86' · Черненко 90+2' |               | Арвеладзе (пен.) · Махновский 25' | Стадион: Княжа-Арена Зрителей: 600 Судья: Миланич (Николаев) |
| Десна: Махновский, Д. Фаворов, Мельник , Братков, Черноморец 74' (Скепский 74'), Коберидзе, Картушов, Чепурненко 63' (Арвеладзе 63'), Мостовой, Коваленко 56' (Волков 56'), Безбородько 46' (Кириенко 46') · Остались в запасе: Шевченко, Жук, Щедраков |                                                                            |               |                                   |                                                              |

| 3 сентября 2017 г. / воскресенье 10-й тур | «Десна»                                                                     | 3:0 протокол. | «Черкасский Днепр»           | Украина, Чернигов                                                   |
| 18:00 | Д. Фаворов 22′ · Волков 52′ · Безбородько 70′ · Мельник 29' · Коберидзе 32' |               | · Тарасенко 34' · Чёрный 75' | Стадион: им. Юрия Гагарина Зрителей: 2 988 Судья: Арановский (Киев) |
| Десна: Махновский, Д. Фаворов, Мельник , Братков, Мостовой 82' (Галенков 82'), Коберидзе, Картушов, Чепурненко 85' (Скепский 85'), Арвеладзе 71' (Щедраков 71'), Волков 61' (Черноморец 61'), Кириенко 48' (Безбородько 48') · Остались в запасе: Шевченко, Коваленко |                                                                             |               |                              |                                                                     |

| 9 сентября 2017 г. / суббота 11-й тур | «Нефтяник-Укрнефть» (Ахтырка) | 1:3 протокол. | «Десна»                        | Украина, Ахтырка                                         |
| 15:00 | Бояринцев 87′ (пен.)          |               | Волков 43′ 72′ · Арвеладзе 90′ | Стадион: Нефтяник Зрителей: 1 250 Судья: Калёнов (Львов) |
| Десна: Махновский, Д. Фаворов, Мельник , Братков, Мостовой, Коберидзе, Картушов 90+1' (Жук 90+1'), Чепурненко 90+3' (Скепский 90+3'), Арвеладзе 90+1' (Коваленко 90+1'), Волков 84' (Щедраков 84'), Безбородько 77' (Кириенко 77') · Остались в запасе: Шевченко, Черноморец |                               |               |                                |                                                          |

| 15 сентября 2017 г. / пятница 12-й тур | «Десна»                                      | 3:0 протокол. | «Сумы» | Украина, Чернигов                                                           |
| 19:00 | Филиппов 18′ · Парцвания 67′ · Банасевич 80′ |               |        | Стадион: им. Юрия Гагарина Зрителей: 2 430 Судья: Романюк (Ивано-Франковск) |
| Десна: Махновский, Д. Фаворов, Парцвания, Братков, Мостовой 85' (Черноморец 85'), Коберидзе 85' (Жук 85'), Картушов 87' (Скепский 87'), Чепурненко , Арвеладзе, Волков 79' (Банасевич 79'), Филиппов 82' (Безбородько 82') · Остались в запасе: Шевченко, Мельник |                                              |               |        |                                                                             |

| 24 сентября 2017 г. / воскресенье 13-й тур | «Кремень» (Кременчуг)        | 0:1 протокол. | «Десна»       | Украина, Кременчуг                                                             |
| 15:00 | · Квачёв 60' · Степанчук 85' |               | Д. Фаворов 5′ | Стадион: Кремень-Арена им. Олега Бабаева Зрителей: 1 300 Судья: Шандор (Львов) |
| Десна: Махновский, Д. Фаворов, Головко, Братков, Мостовой, Коберидзе, Скепский 67' (Картушов 67'), Чепурненко , Арвеладзе 87' (Волков 87'), Коваленко 77' (Мельник 77'), Безбородько 46' (Филиппов 46' 90+3' (Кириенко 90+3') · Остались в запасе: Шевченко, Черноморец |                              |               |               |                                                                                |

| 15 сентября 2017 г. / пятница 14-й тур | «Десна» | 0:0 протокол. | «Оболонь-Бровар» (Киев) | Украина, Чернигов                                                    |
| 17:00 |         |               | · Ерёменко 74'          | Стадион: им. Юрия Гагарина Зрителей: 1 872 Судья: Панчишин (Харьков) |
| Десна: Махновский, Д. Фаворов, Парцвания, Братков, Мостовой, Коберидзе, Картушов, Чепурненко , Арвеладзе 90' (Мельник 90'), Волков 68' (Коваленко 68'), Филиппов · Остались в запасе: Шевченко, Черноморец, Щедраков, Банасевич, Безбородько |         |               |                         |                                                                      |

| 7 октября 2017 г. / воскресенье 15-й тур | «Николаев»                                                | 1:8 протокол. | «Десна» | Украина, Николаев                                   |
| 18:00 | Герасимец 60′ · Сикорский 45' · Жичиков 63' · Аксёнов 70' |               | Д. Фаворов 33′ 44′ 47′ · Картушов 69′ · Филиппов 74′ · Д. Фаворов 78′ (пен.) · Банасевич 80′ · Волков 90+2′ · Арвеладзе 29' · Коберидзе 35' | Стадион: ЦГС Зрителей: 200 Судья: Арановский (Киев) |
| Десна: Махновский, Д. Фаворов, Головко, Парцвания, Мостовой 85' (Черноморец 85'), Коберидзе, Картушов 80' (Банасевич 80'), Чепурненко 76' (Кириенко 76'), Арвеладзе 61' (Мельник 61'), Волков, Филиппов 85' (Щедраков 85') · Остались в запасе: Шевченко, Коваленко |                                                           |               | |                                                     |

| 11 октября 2017 г. / среда 16-й тур | «Десна»                                                          | 0:0 протокол. | «Ингулец» (Петрово)        | Украина, Чернигов                                                    |
| 16:00 | · Чепурненко 30' · Олейник 63' · Кириенко 86' · Махновский 90+3' |               | · Солдат 22' · Ганев 90+2' | Стадион: им. Юрия Гагарина Зрителей: 1 188 Судья: Миланич (Николаев) |
| Десна: Махновский, Д. Фаворов 57' (Черноморец 57'), Парцвания, Братков, Мостовой, Щедраков , Картушов, Чепурненко 80' (Кириенко 80'), Арвеладзе 90+5' (Мельник 90+5'), Олейник 86' (Волков 86'), Филиппов 88' (Безбородько 88') · Остались в запасе: Шевченко, Банасевич |                                                                  |               |                            |                                                                      |

| 16 октября 2017 г. / понедельник 17-й тур | «Гелиос» (Харьков)                          | 0:0 протокол. | «Десна»          | Украина, Харьков                                          |
| 15:00 | · Кравченко 46' · Скоблов 59' · Луценко 75' |               | · Черноморец 33' | Стадион: Гелиос-Арена Зрителей: 500 Судья: Шандор (Львов) |
| Десна: Махновский, Мостовой, Парцвания, Братков, Черноморец, Коберидзе, Банасевич 68' (Волков 68'), Олейник 68' (Чепурненко 68'), Арвеладзе, Картушов, Филиппов 90' (Кириенко 90') · Остались в запасе: Шевченко, Жук, Мельник, Щедраков |                                             |               |                  |                                                           |

#### 2-й круг
| 20 октября 2017 г. / пятница 18-й тур | «Волынь» (Луцк)                                           | 0:2 протокол. | «Десна»                                                      | Украина, Луцк                                          |
| 18:00 | · Марушка 34' · Пищур 34' 37' · Романюк 63' · Шаповал 83' |               | Волков 43′ 78′ · Коберидзе 45' · Братков 57' · Парцвания 74' | Стадион: Авангард Зрителей: 1 000 Судья: Павлюк (Киев) |
| Десна: Махновский, Жук, Парцвания, Братков, Мостовой, Коберидзе 82' (Щедраков 82'), Картушов 79' (Коваленко 79'), Арвеладзе, Волков 84' (Галенков 84'), Филиппов 87' (Скепский 87'), Безбородько 72' (Олейник 72') · Остались в запасе: Шевченко, Чепурненко |                                                           |               |                                                              |                                                        |

| 30 октября 2017 г. / понедельник 19-й тур | «Десна»                                     | 1:2 протокол. | «Полтава»                                                                                      | Украина, Чернигов                                                        |
| 15:00 | Филиппов 12′ · Филиппов 37' · Коберидзе 63' |               | Дегтярёв 59′ 70′ · Иванов 20' · Насибулин 63' · Голиков 81' · Парамонов 90' · Кушниренко 90+5' | Стадион: им. Юрия Гагарина Зрителей: 1 073 Судья: Козыряцкий (Запорожье) |
| Десна: Махновский, Жук 83' (Банасевич 83'), Парцвания, Братков, Мостовой, Коберидзе, Картушов , Олейник 65' (Щедраков 65'), Арвеладзе 81' (Коваленко 81'), Волков 89' (Безбородько 89'), Филиппов · Остались в запасе: Шевченко, Черноморец, Скепский |                                             |               |                                                                                                |                                                                          |

| 3 ноября 2017 г. / пятница 20-й тур | «Рух» (Винники)                                                                             | 2:1 протокол. | «Десна»                      | Украина, Винники                                                        |
| 14:00 | Хомченко 17′ · Вербный 65′ (пен.) · Грисьо 6' · Гурский 53' · Ткачук 83' · Ильющенков 90+5' |               | Филиппов 22′ · Парцвания 63' | Стадион: им. Богдана Маркевича Зрителей: 800 Судья: Маляр (Хмельницкий) |
| Десна: Махновский, Жук 67' (Черноморец 67'), Парцвания, Братков, Мостовой, Щедраков 83' (Мельник 83'), Волков 75' (Олейник 75'), Чепурненко 71' (Кириенко 71'), Арвеладзе, Коваленко 67' (Банасевич 67'), Филиппов · Остались в запасе: Шевченко, Безбородько |                                                                                             |               |                              |                                                                         |

| 11 ноября 2017 г. / суббота 21-й тур | «Десна»                              | 1:2 протокол. | «Горняк-Спорт»                                            | Украина, Чернигов                                                          |
| 15:00 | Филиппов 76′ (пен.) · Черноморец 61' |               | Коваленко 66′ · Сидоренко 89′ · Панасено 42' · Мирный 56' | Стадион: им. Юрия Гагарина Зрителей: 1 243 Судья: Сахно (Киевская область) |
| Десна: Махновский, Мостовой, Парцвания, Братков, Черноморец 72' (Банасевич 72'), Щедраков , Олейник 65' (Арвеладзе 65'), Чепурненко 87' (Мельник 87'), Волков 81' (Скепский 81'), Филиппов, Безбородько 69' (Кириенко 69') · Остались в запасе: Мелашенко, Галенков |                                      |               |                                                           |                                                                            |

| 18 ноября 2017 г. / суббота 22-й тур | «Колос» (Ковалёвка) | 0:1 протокол. | «Десна»                                | Украина, Ковалёвка                            |
| 13:00 | · Бондаренко 84'    |               | Кириенко 6′ · Волков 48' · Братков 61' | Стадион: Колос Зрителей: 500 Судья: Афанасьев |
| Десна: Махновский, Парцвания, Мельник , Братков, Черноморец, Мостовой, Волков 62' (Щедраков 62'), Чепурненко, Арвеладзе, Филиппов, Кириенко 70' (Безбородько 70' 89' (Галенков 89') · Остались в запасе: Шевченко, Жук, Олейник, Коваленко |                     |               |                                        |                                               |

| 18 марта 2018 г. / воскресенье 23-й тур | «Балканы» (Заря)                  | 1:2 протокол. | «Десна»                                                       | Украина, Заря                                                      |
| 14:00 | Степанишин 45+1′ · Пархоменко 45' |               | Волков 7′ · Арвеладзе 90+2′ · А. Фаворов 35' · Картушов 90+2' | Стадион: им. Бориса Тропанца Зрителей: 1 500 Судья: Шандор (Львов) |
| Десна: Махновский, Д. Фаворов, Мельник , Ермаков, Слинкин 66' (Арвеладзе 66'), Огиря, Картушов, А. Фаворов 81' (Чумак 81'), Мостовой, Волков 86' (Безбородько 86'), Филиппов 90+4' (Банасевич 90+4') · Остались в запасе: Литовка, Гадрани, Сидоренко |                                   |               |                                                               |                                                                    |

| 26 марта 2018 г. / понедельник 24-й тур | «Десна»                           | 3:1 протокол. | «Авангард»     | Украина, Лютеж                                        |
| 16:00 | А. Фаворов 14′ · Филиппов 48′ 66′ |               | Иващенко 90+2′ | Стадион: Диназ Зрителей: 0 Судья: Запрутняк (Ужгород) |
| Десна: Махновский, Д. Фаворов 90' (Мельник 90'), Гадрани, Ермаков, Мостовой, Огиря, Картушов 82' (Банасевич 82'), А. Фаворов, Арвеладзе 82' (Слинкин 82'), Волков 68' (Чумак 68'), Филиппов 83' (Безбородько 83') · Остались в запасе: Литовка, Сидоренко |                                   |               |                |                                                       |

| 31 марта 2018 г. / суббота 25-й тур | «Жемчужина» (Одесса)             | 0:1 протокол. | «Десна»      | Украина, Одесса                                      |
| 15:00 | · Гавриленко 27' · Гуменюк 90+2' |               | Картушов 73′ | Стадион: Спартак Зрителей: 500 Судья: Грисьо (Львов) |
| Десна: Махновский, Д. Фаворов , Гадрани, Ермаков, Слинкин, Огиря, Картушов, А. Фаворов 90+4' (Мельник 90+4'), Арвеладзе 78' (Мостовой 78'), Волков 39' (Чумак 39'), Филиппов 87' (Безбородько 87') · Остались в запасе: Литовка, Сидоренко, Банасевич |                                  |               |              |                                                      |

| 7 апреля 2018 г. / суббота 26-й тур | «Десна»                                            | 3:3 протокол. | «Арсенал-Киев» | Украина, Чернигов                                                    |
| 16:00 | Д. Фаворов 35′ · Картушов 36′ · Семенюк 89′ (авт.) |               | Ермаченко 55′ · Трубочкин 82′ · Фещук 86′ · Кучеров 25' · Агирре 33' · Насими 41' · Ермаченко 62' · Зозуля 63' · Деркач 69' · Иванов 72' · Фещук 87' | Стадион: им. Юрия Гагарина Зрителей: 4 836 Судья: Миланич (Николаев) |
| Десна: Махновский, Д. Фаворов , Гадрани, Ермаков, Слинкин 90+2' (Мельник 90+2'), Огиря, Картушов, А. Фаворов 84' (Безбородько 84'), Чумак 70' (Мостовой 70'), Арвеладзе 88' (Банасевич 88'), Филиппов · Остались в запасе: Литовка, Коберидзе, Волков |                                                    |               | |                                                                      |

| 14 апреля 2018 г. / суббота 27-й тур | «Черкасский Днепр»                                                                  | 2:1 протокол. | «Десна»                                                      | Украина, Черкассы                                |
| 16:00 | Захаревич 71′ · Локтионов 80′ (пен.) · Тимофеенко 28' · Захаревич 72' · Будюк 90+3' |               | А. Фаворов 78′ · Мостовой 39' · Д. Фаворов 58' · Гадрани 80' | Стадион: Центральный Зрителей: 500 Судья: Иванов |
| Десна: Литовка, Д. Фаворов , Гадрани 90' (Волков 90'), Ермаков 76' (Мельник 76'), Мостовой 90' (Слинкин 90'), Огиря, Картушов, А. Фаворов, Банасевич 64' (Чумак 64'), Филиппов, Безбородько 64' (Арвеладзе 64') · Остались в запасе: Махновский, Коберидзе |                                                                                     |               |                                                              |                                                  |

| 18 апреля 2018 г. / среда 28-й тур | «Десна»                                                                              | 4:1 протокол. | «Нефтяник-Укрнефть» (Ахтырка)                       | Украина, Чернигов                                                 |
| 18:00 | А. Фаворов 4′ · Д. Фаворов 30′ (пен.) · А. Фаворов 80′ · Безбородько 84′ · Чумак 35' |               | Суханов 89′ · Сачко 27' · Васильев 44' · Виксич 57' | Стадион: им. Юрия Гагарина Зрителей: 1 763 Судья: Калёнов (Львов) |
| Десна: Литовка, Д. Фаворов , Головко, Сидоренко, Слинкин, Огиря 85' (Мельник 85'), Картушов 32' (Банасевич 32'), А. Фаворов, Чумак 46' (Безбородько 46'), Волков 78' (Коберидзе 78'), Филиппов 62' (Арвеладзе 62') · Остались в запасе: Махновский, Ермаков |                                                                                      |               |                                                     |                                                                   |

| 22 апреля 2018 г. / воскресенье 29-й тур | «Сумы»                                       | 0:2 протокол. | «Десна» | Украина, Сумы                                               |
| 14:00 | · Рафальский 44' · Воронин 85' · Вечурко 86' |               | Слинкин 36′ · Д. Фаворов 87′ (пен.) · Огиря 41' · Д. Фаворов 57' · Головко 77' · А. Фаворов 82' · Сидоренко 88' | Стадион: Юбилейный Зрителей: 648 Судья: Кривушкин (Харьков) |
| Десна: Махновский, Д. Фаворов , Головко, Сидоренко, Слинкин, Огиря 90' (Ермаков 90'), Волков 76' (Банасевич 76'), А. Фаворов 82' (Арвеладзе 82'), Чумак 68' (Коберидзе 68'), Мостовой, Филиппов 77' (Безбородько 77') · Остались в запасе: Литовка, Мельник |                                              |               | |                                                             |

| 28 апреля 2018 г. / суббота 30-й тур | «Десна»                                                   | 4:1 протокол. | «Кремень» (Кременчуг) | Украина, Чернигов                                                       |
| 17:00 | Головко 11′ · Чумак 20′ · Безбородько 69′ · Мельник 90+2′ |               | Белоусов 90′          | Стадион: им. Юрия Гагарина Зрителей: 1 873 Судья: Омельченко (Славянск) |
| Десна: Махновский, Головко, Гадрани, Ермаков 80' (Мельник 80'), Мостовой , Огиря, Коберидзе 67' (А. Фаворов 67'), Слинкин, Чумак 76' (Волков 76'), Арвеладзе 67' (Банасевич 67'), Филиппов 46' (Безбородько 46') · Остались в запасе: Литовка, Сидоренко |                                                           |               |                       |                                                                         |

| 2 мая 2018 г. / среда 31-й тур | «Оболонь-Бровар» (Киев)                         | 0:2 протокол. | «Десна»                        | Украина, Киев                                                   |
| 19:00 | · Ульянченко 70' · Шевченко 77' · Ефремов 90+2' |               | А. Фаворов 71′ · Арвеладзе 90′ | Стадион: Оболонь-Арена Зрителей: 800 Судья: Афанасьєв (Харьков) |
| Десна: Литовка, Д. Фаворов , Головко, Сидоренко, Слинкин 13' (Арвеладзе 13'), Огиря, Банасевич 60' (Коберидзе 60' 90+3' (Ермаков 90+3'), А. Фаворов, Мостовой, Волков 82' (Чумак 82'), Филиппов 86' (Безбородько 86') · Остались в запасе: Махновский, Мельник |                                                 |               |                                |                                                                 |

| 6 мая 2018 г. / суббота 32-й тур | «Десна»                                                         | 3:0 протокол. | «Николаев»                    | Украина, Чернигов                                                    |
| 18:00 | Безбородько 4′ · Чумак 67′ · Безбородько 86′ · А. Фаворов 45+2' |               | · Чучман 49' · Бондаренко 64' | Стадион: им. Юрия Гагарина Зрителей: 3 188 Судья: Деревинский (Киев) |
| Десна: Литовка, Ермаков 83' (Мельник 83'), Сидоренко, Головко, Банасевич, Огиря 83' (Гадрани 83'), Коберидзе, Мостовой , А. Фаворов 68' (Арвеладзе 68'), Чумак 68' (Волков 68'), Безбородько · Остались в запасе: Махновский, Д. Фаворов, Филиппов |                                                                 |               |                               |                                                                      |

| 12 мая 2018 г. / суббота 33-й тур | «Ингулец» (Петрово)                                                | 1:3 протокол. | «Десна» | Украина, Петрово                                           |
| 17:30 | Поднебенный 39′ · Поднебенный 45+1' · Лупашко 68' · Клименко 90+1' |               | Д. Фаворов 10′ · Филиппов 34′ · А. Фаворов 52′ · Мостовой 48' · Д. Фаворов 71' · Головко 78' · Волков 39' 80' | Стадион: Ингулец Зрителей: 1 220 Судья: Труханов (Харьков) |
| Десна: Литовка, Д. Фаворов , Головко, Сидоренко, Мостовой, Огиря, Коберидзе 90' (Ермаков 90'), Волков, А. Фаворов 85' (Мельник 85'), Арвеладзе 76' (Банасевич 76'), Филиппов 89' (Безбородько 89') · Остались в запасе: Махновский, Слинкин, Чумак |                                                                    |               | |                                                            |

| 19 мая 2018 г. / суббота 34-й тур | «Десна»                                                                        | 5:0 протокол. | «Гелиос» (Харьков)                               | Украина, Чернигов                                                  |
| 17:30 | Филиппов 25′ (пен.) · А. Фаворов 68′ · Безбородько 72′ 77′ 87′ · Коберидзе 37' |               | · Д. Сидоренко 24' · Глушицкий 29' · Субочев 63' | Стадион: им. Юрия Гагарина Зрителей: 4 473 Судья: Козык (Мукачево) |
| Десна: Махновский 84' (Мелашенко 84'), Мостовой , Головко, Ермаков 75' (Гадрани 75'), Слинкин, Коберидзе 46' (Огиря 46'), Банасевич, Арвеладзе 78' (Мельник 78'), Чумак, Филиппов 54' (А. Фаворов 54'), Безбородько · Остались в запасе: Литовка, К. Сидоренко |                                                                                |               |                                                  |                                                                    |

### Статистика выступлений команды в чемпионате

#### Общая статистика выступлений
| Итого | Итого | Итого | Итого | Итого | Итого | Итого | Итого | Дома | Дома | Дома | Дома | Дома | Дома | На выезде | На выезде | На выезде | На выезде | На выезде | На выезде |
| И     | О     | В     | Н     | П     | МЗ    | МП    | РМ    | В    | Н    | П    | МЗ   | МП   | РМ   | В         | Н         | П         | МЗ        | МП        | РМ        |
| ----- | ----- | ----- | ----- | ----- | ----- | ----- | ----- | ---- | ---- | ---- | ---- | ---- | ---- | --------- | --------- | --------- | --------- | --------- | --------- |
| 34    | 71    | 22    | 5     | 7     | 71    | 25    | +46   | 11   | 3    | 3    | 41   | 14   | +27  | 11        | 2         | 4         | 30        | 11        | +19       |

#### График движения команды в таблице чемпионата по турам[34]
| 7 |

| 12 |

| 4 |

| 3 |

| 7 |

| 6 |

| 6 |

| 4 |

| 6 |

| 6 |

| 4 |

| 3 |

| 3 |

| 3 |

| 3 |

| 3 |

| 3 |

| 3 |

| 3 |

| 6 |

| 6 |

| 5 |

| 5 |

| 4 |

| 4 |

| 4 |

| 4 |

| 4 |

| 4 |

| 4 |

| 4 |

| 4 |

| 3 |

| 3 |

| Первая лига | Место в таблице |

| Первая лига | Место в таблице |

## Плей-офф за право играть в Премьер-лиге
| 23 мая 2018 г. / среда 1-й матч | «Звезда» (Кропивницкий)            | 1:1 протокол. | «Десна»                               | Украина, Кропивницкий                                           |
| 17:00 | Д. Фаворов 77′ (авт.) · Петров 85' |               | Волков 32′ · Огиря 7' · Коберидзе 84' | Стадион: Звезда Зрителей: 2 981 Судья: Бойко (Киевская область) |
| Десна: Литовка, Д. Фаворов , Головко, Ермаков, Слинкин, Огиря, Коберидзе, Мостовой, А. Фаворов 88' (Арвеладзе 88'), Волков 71' (Банасевич 71'), Филиппов 81' (Безбородько 81') · Остались в запасе: Махновский, Мельник, Гадрани, Чумак |                                    |               |                                       |                                                                 |

| 27 мая 2018 г. / воскресенье 2-й матч | «Десна»                                                                                             | 4:0 протокол. | «Звезда» (Кропивницкий)                                 | Украина, Чернигов                                                     |
| 18:00 | А. Фаворов · Д. Фаворов 38′ · Арвеладзе 52′ · Волков 63′ · Арвеладзе 87′ · Волков 63' · Ермаков 85' |               | · Аверьянов 55' · Сёмка 85' · Гафаити 85' · Дришлюк 86' | Стадион: им. Юрия Гагарина Зрителей: 10 799 Судья: Труханов (Харьков) |
| Десна: Литовка, Д. Фаворов , Головко, Ермаков, Мостовой, Огиря, Коберидзе, Волков 83' (Банасевич 83'), А. Фаворов 78' (Безбородько 78'), Арвеладзе, Филиппов 87' (Мельник 87') · Остались в запасе: Махновский, Сидоренко, Слинкин, Чумак | |               |                                                         |                                                                       |

## Кубок Украины

### Матчи[34]
| 26 июля 2017 г. / среда 2-й предварительный этап | «Десна»                                           | 4:0 протокол. | «Балканы» (Заря) | Украина, Чернигов                                                          |
| 18:00 | Черноморец 8′ 37′ · Филиппов 73′ · Д. Фаворов 90′ |               |                  | Стадион: им. Юрия Гагарина Зрителей: 2 845 Судья: Сахно (Киевская область) |
| Десна: Махновский, Жук, Головко, Братков, Черноморец, Щедраков , Д. Фаворов, Мостовой, Чепурненко 75' (Галенков 75'), Банасевич 65' (Картушов 65'), Филиппов 74' (Кириенко 74') · Остались в запасе: Мелашенко, Коберидзе, Коваленко, Скепский |                                                   |               |                  |                                                                            |

| 20 сентября 2017 г. / среда 3-й предварительный этап | «Гелиос» (Харьков)          | 1:2 протокол. | «Десна»                                            | Украина, Харьков                                               |
| 15:00 | Абеленцев 13′ · Скоблов 44' |               | Картушов 11′ 74′ · Д. Фаворов 58' · Махновский 90' | Стадион: Гелиос-Арена Зрителей: 200 Судья: Маляр (Хмельницкий) |
| Десна: Махновский, Д. Фаворов, Парцвания 90' (Щедраков 90'), Братков, Мостовой, Коберидзе, Картушов, Чепурненко , Арвеладзе, Волков 79' (Мельник 79'), Филиппов 83' (Безбородько 83') · Остались в запасе: Шевченко, Черноморец, Коваленко, Галенков |                             |               |                                                    |                                                                |

| 25 октября 2017 г. / среда 1/8 финала | «Прикарпатье» (Ивано-Франковск) | 0:2 протокол. | «Десна»                                                | Украина, Ивано-Франковск                               |
| 18:00 | · Дербак 67' · Бойко 80'        |               | Олейник 16′ · Волков 24′ · Коберидзе 30' · Братков 69' | Стадион: Рух Зрителей: 6 650 Судья: Миланич (Николаев) |
| Десна: Махновский, Жук, Парцвания, Братков, Мостовой, Коберидзе, Волков, Олейник 82' (Щедраков 82'), Арвеладзе 90' (Безбородько 90'), Картушов , Филиппов · Остались в запасе: Шевченко, Черноморец, Коваленко, Чепурненко, Кириенко |                                 |               |                                                        |                                                        |

| 29 ноября 2017 г. / среда 1/4 финала | «Десна» | 0:2 протокол. | «Динамо» (Киев)         | Украина, Чернигов                                                      |
| 19:00 |         |               | Гармаш 6′ · Русин 90+3′ | Стадион: им. Юрия Гагарина Зрителей: 11 467 Судья: Можаровский (Львов) |
| Десна: Махновский, Мостовой, Парцвания, Мельник , Братков, Черноморец 85' (Кириенко 85'), Коберидзе, Арвеладзе 83' (Волков 83'), Чепурненко, Олейник 68' (Картушов 68'), Филиппов · Остались в запасе: Шевченко, Жук, Щедраков, Банасевич |         |               |                         |                                                                        |

## Статистика сезона

### Статистика команды[35]
| Сыграно матчей  | 40 (34 — чемпионат Украины, 4 — Кубок Украины, 2 — плей-офф) |
| Победы          | 26 (22 — чемпионат Украины, 3 — Кубок Украины, 1 — плей-офф) |
| Ничьи           | 6 (5 — чемпионат Украины, 1 — плей-офф)                      |
| Поражения       | 8 (7 — чемпионат Украины, 1 — Кубок Украины)                 |
| Забито мячей    | 84 (71 — чемпионат Украины, 8 — Кубок Украины, 5 — плей-офф) |
| Пропущено мячей | 29 (25 — чемпионат Украины, 3 — Кубок Украины, 1 — плей-офф) |
| Разница мячей   | +55                                                          |
| Предупреждения  | 63                                                           |
| Удаления        | 4                                                            |
| Лучший счёт     | 8:1                                                          |
| Худший счёт     | 0:2                                                          |
| Очки            | 84/120 (70 %)                                                |

#### Матчи, голы, предупреждения и удаления
| №  | Поз. | Имя                   | Чемпионат | Чемпионат | Чемпионат | Чемпионат    | Чемпионат | Плей-офф | Плей-офф | Плей-офф | Плей-офф     | Плей-офф | Кубок Украины | Кубок Украины | Кубок Украины | Кубок Украины | Кубок Украины | Итого | Итого  | Итого   | Итого        | Итого    |
| №  | Поз. | Имя                   | Игры      | Голы      | капитан   | Предупреждён | Red card  | Игры     | Голы     | капитан  | Предупреждён | Red card | Игры          | Голы          | капитан       | Предупреждён  | Red card      | Игры  | Голы   | капитан | Предупреждён | Red card |
| -- | ---- | --------------------- | --------- | --------- | --------- | ------------ | --------- | -------- | -------- | -------- | ------------ | -------- | ------------- | ------------- | ------------- | ------------- | ------------- | ----- | ------ | ------- | ------------ | -------- |
| 14 | ПЗ   | Андрей Мостовой       | 33        | 1         | 3         | 5            | 0         | 2        | 0        | 0        | 0            | 0        | 4             | 0             | 0             | 0             | 0             | 39    | 1      | 3       | 5            | 0        |
| 10 | Нап  | Александр Филиппов    | 29        | 11 (3)    | 0         | 3            | 1         | 2        | 0        | 0        | 0            | 0        | 4             | 1             | 0             | 0             | 0             | 35    | 12 (3) | 0       | 3            | 1        |
| 9  | ПЗ   | Леван Арвеладзе       | 29        | 4         | 0         | 2            | 0         | 2        | 2        | 0        | 0            | 0        | 3             | 0             | 0             | 0             | 0             | 34    | 6      | 0       | 2            | 0        |
| 89 | ПЗ   | Александр Волков      | 29        | 8         | 0         | 6            | 2         | 2        | 2        | 0        | 1            | 0        | 3             | 1             | 0             | 0             | 0             | 34    | 11     | 0       | 7            | 2        |
| 25 | Вр   | Константин Махновский | 29        | −21       | 0         | 3            | 0         | 0        | 0        | 0        | 0            | 0        | 4             | −3            | 0             | 1             | 0             | 33    | −24    | 0       | 4            | 0        |
| 4  | Защ  | Вадим Мельник         | 28        | 1         | 10        | 1            | 0         | 1        | 0        | 0        | 0            | 0        | 2             | 0             | 1             | 0             | 0             | 31    | 1      | 11      | 1            | 0        |
| 20 | Нап  | Денис Безбородько     | 26        | 9         | 0         | 0            | 0         | 2        | 0        | 0        | 0            | 0        | 2             | 0             | 0             | 0             | 0             | 30    | 9      | 0       | 0            | 0        |
| 45 | Защ  | Денис Фаворов         | 25        | 13 (3)    | 8         | 4            | 0         | 2        | 1        | 2        | 0            | 0        | 2             | 1             | 0             | 1             | 0             | 29    | 15 (3) | 10      | 5            | 0        |
| 12 | ПЗ   | Егор Картушов         | 25        | 4         | 3         | 1            | 0         | 0        | 0        | 0        | 0            | 0        | 4             | 2             | 1             | 0             | 0             | 29    | 6      | 4       | 1            | 0        |
| 13 | ПЗ   | Лука Коберидзе        | 24        | 0         | 0         | 6            | 1         | 2        | 0        | 0        | 1            | 0        | 3             | 0             | 0             | 1             | 0             | 29    | 0      | 0       | 8            | 1        |
| 22 | Защ  | Антон Братков         | 21        | 0         | 0         | 2            | 0         | 0        | 0        | 0        | 0            | 0        | 4             | 0             | 0             | 1             | 0             | 25    | 0      | 0       | 3            | 0        |
| 8  | ПЗ   | Максим Банасевич      | 20        | 2         | 0         | 0            | 0         | 2        | 0        | 0        | 0            | 0        | 1             | 0             | 0             | 0             | 0             | 23    | 2      | 0       | 0            | 0        |
| 7  | ПЗ   | Евгений Чепурненко    | 19        | 3         | 5         | 3            | 0         | 0        | 0        | 0        | 0            | 0        | 3             | 0             | 1             | 0             | 0             | 22    | 3      | 6       | 3            | 0        |
| 3  | ПЗ   | Павел Щедраков        | 16        | 0         | 5         | 2            | 0         | 0        | 0        | 0        | 0            | 0        | 3             | 0             | 1             | 0             | 0             | 19    | 0      | 6       | 2            | 0        |
| 27 | Защ  | Александр Черноморец  | 16        | 0         | 0         | 2            | 0         | 0        | 0        | 0        | 0            | 0        | 2             | 2             | 0             | 0             | 0             | 18    | 2      | 0       | 2            | 0        |
| 69 | Нап  | Игорь Кириенко        | 15        | 1         | 0         | 2            | 0         | 0        | 0        | 0        | 0            | 0        | 2             | 0             | 0             | 0             | 0             | 17    | 1      | 0       | 2            | 0        |
| 2  | Защ  | Александр Головко     | 12        | 1         | 0         | 2            | 0         | 2        | 0        | 0        | 0            | 0        | 1             | 0             | 0             | 0             | 0             | 15    | 1      | 0       | 2            | 0        |
| 7  | ПЗ   | Владислав Огиря       | 12        | 0         | 0         | 1            | 0         | 2        | 0        | 0        | 1            | 0        | 0             | 0             | 0             | 0             | 0             | 14    | 0      | 0       | 2            | 0        |
| 19 | ПЗ   | Артём Фаворов         | 12        | 7         | 0         | 3            | 0         | 2        | 0        | 0        | 0            | 0        | 0             | 0             | 0             | 0             | 0             | 14    | 7      | 0       | 3            | 0        |
| 90 | ПЗ   | Илья Коваленко        | 14        | 1         | 0         | 0            | 0         | 0        | 0        | 0        | 0            | 0        | 0             | 0             | 0             | 0             | 0             | 14    | 1      | 0       | 0            | 0        |
| 87 | ПЗ   | Денис Скепский        | 14        | 0         | 0         | 1            | 0         | 0        | 0        | 0        | 0            | 0        | 0             | 0             | 0             | 0             | 0             | 14    | 0      | 0       | 1            | 0        |
| 33 | Защ  | Темур Парцвания       | 10        | 1         | 0         | 2            | 0         | 0        | 0        | 0        | 0            | 0        | 3             | 0             | 0             | 0             | 0             | 13    | 1      | 0       | 2            |          |
| 5  | Защ  | Виталий Ермаков       | 11        | 0         | 0         | 0            | 0         | 2        | 0        | 0        | 1            | 0        | 0             | 0             | 0             | 0             | 0             | 13    | 0      | 0       | 1            | 0        |
| 33 | Защ  | Андрей Слинкин        | 10        | 1         | 0         | 0            | 0         | 1        | 0        | 0        | 0            | 0        | 0             | 0             | 0             | 0             | 0             | 11    | 1      | 0       | 0            | 0        |
| 66 | ПЗ   | Евгений Чумак         | 11        | 2         | 0         | 1            | 0         | 0        | 0        | 0        | 0            | 0        | 0             | 0             | 0             | 0             | 0             | 11    | 2      | 0       | 1            | 0        |
| 5  | Защ  | Вадим Жук             | 7         | 0         | 0         | 0            | 0         | 0        | 0        | 0        | 0            | 0        | 2             | 0             | 0             | 0             | 0             | 9     | 0      | 0       | 0            | 0        |
| 11 | ПЗ   | Денис Олейник         | 6         | 0         | 0         | 1            | 0         | 0        | 0        | 0        | 0            | 0        | 2             | 1             | 0             | 0             | 0             | 8     | 1      | 0       | 1            | 0        |
| 77 | Нап  | Денис Галенков        | 7         | 0         | 0         | 0            | 0         | 0        | 0        | 0        | 0            | 0        | 1             | 0             | 0             | 0             | 0             | 8     | 0      | 0       | 0            | 0        |
| 72 | Вр   | Игорь Литовка         | 5         | −4        | 0         | 0            | 0         | 2        | −1       | 0        | 0            | 0        | 0             | 0             | 0             | 0             | 0             | 7     | −5     | 0       | 0            | 0        |
| 15 | Защ  | Гиорги Гадрани        | 7         | 0         | 0         | 1            | 0         | 0        | 0        | 0        | 0            | 0        | 0             | 0             | 0             | 0             | 0             | 7     | 0      | 0       | 1            |          |
| 23 | Защ  | Кирилл Сидоренко      | 5         | 0         | 0         | 1            | 0         | 0        | 0        | 0        | 0            | 0        | 0             | 0             | 0             | 0             | 0             | 5     | 0      | 0       | 1            | 0        |
| 20 | Нап  | Владимир Лысенко      | 1         | 0         | 0         | 0            | 0         | 0        | 0        | 0        | 0            | 0        | 0             | 0             | 0             | 0             | 0             | 1     | 0      | 0       | 0            | 0        |
| 79 | Вр   | Сергей Мелашенко      | 1         | -0        | 0         | 0            | 0         | 0        | 0        | 0        | 0            | 0        | 0             | 0             | 0             | 0             | 0             | 1     | -0     | 0       | 0            | 0        |
| 1  | Вр   | Олег Шевченко         | 0         | 0         | 0         | 0            | 0         | 0        | 0        | 0        | 0            | 0        | 0             | 0             | 0             | 0             | 0             | 0     | 0      | 0       | 0            | 0        |